# TNNI2
TNNI2 (англ. Troponin I2, fast skeletal type) – білок, який кодується однойменним геном, розташованим у людей на короткому плечі 11-ї хромосоми. Довжина поліпептидного ланцюга білка становить 182 амінокислот, а молекулярна маса — 21 339.
| 10         |  | 20         |  | 30         |  | 40         |  | 50         |
| ---------- |  | ---------- |  | ---------- |  | ---------- |  | ---------- |
| MGDEEKRNRA |  | ITARRQHLKS |  | VMLQIAATEL |  | EKEESRREAE |  | KQNYLAEHCP |
| PLHIPGSMSE |  | VQELCKQLHA |  | KIDAAEEEKY |  | DMEVRVQKTS |  | KELEDMNQKL |
| FDLRGKFKRP |  | PLRRVRMSAD |  | AMLKALLGSK |  | HKVCMDLRAN |  | LKQVKKEDTE |
| KERDLRDVGD |  | WRKNIEEKSG |  | MEGRKKMFES |  | ES         |  |            |

A: Аланін

C: Цистеїн

D: Аспарагінова кислота

E: Глутамінова кислота

F: Фенілаланін

G: Гліцин

H: Гістидин

I: Ізолейцин

K: Лізин

L: Лейцин

M: Метіонін

N: Аспарагін

P: Пролін

Q: Глутамін

R: Аргінін

S: Серин

T: Треонін

V: Валін

W: Триптофан

Кодований геном білок за функціями належить до м'язових білків, фосфопротеїнів. 
Задіяний у таких біологічних процесах, як ацетилювання, альтернативний сплайсинг. 
Білок має сайт для зв'язування з молекулою актину.